# NGC 500
NGC 500 est une lointaine galaxie lenticulaire située dans la constellation des Poissons. NGC 500 a été découverte par l'ingénieur irlandais Bindon Blood Stoney en 1850.

## Caractéristiques
Sa vitesse par rapport au fond diffus cosmologique est de 12 000 ± 40 km/s, ce qui correspond à une distance de Hubble de 177 ± 12 Mpc (∼577 millions d'al).

## Supernova
La supernova SN 1990A a été découverte dans NGC 500 le 1er janvier 1990 par l'astronome français Christian Pollas de l'observatoire de la Côte d'Azur Alain Klotz de l'observatoire de Haute-Provence. Le type de cette supernova n'a pas été déterminé.